# Alfentanil
Alfentanil är en kemisk förening med summaformeln C21H32N6O3. Ämnet används som bedövningsmedel och tillhör gruppen opioider. Ämnet är narkotikaklassat. Varunamn i Sverige för ämnet är Rapifen.
Alfentanil har en mycket kort halveringstid (90 - 111 minuter) och ges oftast i kontinuerlig infusion via dropp. Detta medför att patienten får mindre besvär i uppvaket efter operationen, eftersom bland annat den andningshämmande effekten snabbt avtar efter att infusionen upphör. Är mindre potent än fentanyl men mer potent än morfin.
Biotillgängligheten är 100%.
Substansen är narkotikaklassad och ingår i förteckning N I i 1961 års allmänna narkotikakonvention, samt i förteckning II i Sverige.

## Identifikatorer
- InChI

1/C21H32N6O3/c1-4-19(28)27(18-9-7-6-8-10-18)21(17-30-3)11-13-24(14-12-21)15-16-26-20(29)25(5-2)22-23-26/h6-10H,4-5,11-17H2,1-3H3
- InChIKey IDBPHNDTYPBSNI-UHFFFAOYAV
- ATC-kod N01AH02
- PubChem 51263
- DrugBank APRD00726
- ChemSpiderID 46451